# Мажуга Юрій Миколайович
Ю́рій Микола́йович Мажу́га (13 квітня 1931, Київ, УРСР, СРСР — 11 липня 2022, Київ, Україна) — радянський і український актор театру і кіно, професор. Народний артист СРСР (1981). Народний артист Української РСР (1971). Дійсний член Національної академії мистецтв України (2002).

## Життєпис
У 1953 році закінчив акторський факультет Київського державного інституту театрального мистецтва ім. І. К. Карпенка-Карого.
Від 1953 до 2022 року — актор Київського (нині Національного) академічного театру російської драми ім. Лесі Українки. За цей час він зіграв більш ніж у восьми десятках спектаклів, з однаковим успіхом виконуючи як трагічні, так і комедійні ролі. Серед його робіт: «Ромео і Джульєта», «Історія Іркутська», «Лихо з розуму», «Гравець», «Вогонь бажань», «Ревізор».
В кінематографі дебютував у 1956 році роллю зоотехніка Василя Захаровича Мороза у фільмі «Коли співають солов'ї». Масову популярність у глядачів актору принесла роль дільничного міліціонера Санько з телевізійного серіалу «Народжена революцією» (1976—1977).
З 1966 року викладав у Київському інституті театрального мистецтва ім. І. К. Карпенка-Карого, професор (1985).
У 1997—2002 роках — член-кореспондент Національної академії мистецтв України. Член Національної спілки театральних діячів України та Національної спілки кінематографістів України.
Жив у Києві, на вулиці Михайла Грушевського, з 2001 року — на вулиці Бориса Гмирі, 1/2. 11 липня 2022 року помер на 92-му році життя.

## Роботи у театрі
Національний академічний театр російської драми імені Лесі Українки

## Фільмографія
- «Багаття безсмертя» (1955, студент)
- «Коли співають солов'ї» (1956, Василь)
- «Правда» (1957, Вася)
- «Народжені бурею» (1957, Шабель)
- «Вогненний міст» (1958, епізод)
- «Місто запалює вогні» (1958, людина з тапочками)
- «Катя-Катюша» (1960, Жора)
- «Лушка» (1964, Бичок)
- «Криниця для спраглих» (1965, Петро)
- «З нудьги» (1967,  Матвій Єгорович)
- «Ну і молодь!» (1969, солдат)
- «Тихі береги» (1972, Іван Лукич)
- «За все у відповіді» (1972, Максим Петров, працівник автозаправки)
- «Мріяти і жити» (1974, Сукач)
- «Важкі поверхи» (1974, Самородок)
- «Смолоскип» (1974, телеспектакль)
- «Розповіді про Кешку та його друзів» (1974, Мирон Олександрович («Вусатий»)
- «Ральфе, здрастуй!», кіноальманах, новела «Чіп» (1975, т/ф).
- «Там вдалині, за рікою» (1975, Єгор Карпович Тараканов, отаман банди, колишній конюх)
- «Хвилі Чорного моря» (1975, поручик Хвощин)
- «Місто з ранку до опівночі» (1976, Максим Максимович)
- «Бути братом» (1976, Борис Петрович Павлиш)
- «Дивна жінка» (1977, Степан Кузьмич, друг Андрія)
- «На короткій хвилі» (1977, Шидловський)
- «Народжена революцією» (1973—1977, т/ф, 10 с, Санько)
- «Червоні дипкур'єри» (1977, осавул Максименко)
- «Хомут для Маркіза» (1977, Потейкін, міліціонер)
- «Нісенітниця»/ рос. «Сапоги всмятку» (1977, Індюков, антрепренер)
- «Підпільний обком діє» (1978, Семен Бесараб)
- «За все у відповіді» (1978, Михайло Михайлович, батько Олега)
- «Господарка» (1978, директор заводу)
- «Незручна людина» (1978, Опанас Васильович Афонін, начальник цеху)
- «Прихована робота» (1979, Всеславський)
- «Хто бере бар'єри» (1979)
- «Хто ходить по колоді» (1979, к/м)
- «Дударики» (1979, епізод)
- «Смужка нескошених диких квітів» (1979, Тритузний)
- «Депутатська година» (1980, Курков)
- «Друге народження» (1980, Сергій Сергійович Самохін, слідчий)
- «Трест, що луснув» (1982, Білл Хамбл)
- «Миргород та його мешканці» (1983, т/ф, Іван Никифорович)
- «Канкан в Англійському парку» (1984, священик Іван Качур)
- «За все у відповіді» (Максим Петров)
- «До розслідування приступити» (1986)
- «Ігор Саввович» (1986, т/ф, 3 с., Микола Андрійович Ніколаєв)
- «Штормове попередження» (1988, Іван Харитонович Турчак)
- «Гальмування в небесах» (1989, Іван Сергійович Бареєв)
- «Яри» (1990, Клим Степанович Догановський)
- «Фуфель» (1990, Павло Петрович, прокурор)
- «Уроки наприкінці весни» (1990, Львовський, інженер, арештант)
- «Козаки йдуть» (1991, Сом)
- «Убити „Шакала“» (1991, Гаврилич)
- «У тій царині небес...» (1992, Георгій Адамович)
- «Вперед, за скарбами гетьмана!» (1993, перший секретар)
- «Стамбульський транзит» (1993, Шавкута)
- «Притча про світлицю» (1994)
- «Обережно! Червона ртуть!» (1995, Пилип Петрович)
- «Святе сімейство» (1997)
- «З вами небезпечно мати справу» (1998, телеспектакль; Родіон Миколайович; Росія—Україна)
- «Вечори на хуторі біля Диканьки» (2001, Голова)
- «Лялька» (2002)
- «Вітання Вам!» (2007, доглядач човнової станції) та ін.

## Визнання та нагороди
- 1960 — Орден «Знак Пошани»
- 1971 — Народний артист УРСР
- 1976 — Орден Жовтневої Революції
- 1981 — Народний артист СРСР
- 1983 — Національна премія України імені Тараса Шевченка
- 1986 — Орден Трудового Червоного Прапора
- Медаль «За трудову відзнаку»
- 1991, 30 травня — Грамота Президії ВР УРСР[5]
- 1999, 22 липня — Орден «За заслуги» (Україна) 3-го ступеня[6]
- 2001, 26 липня — Орден «За заслуги» (Україна) 2-го ступеня[7]
- 2004 — Орден Дружби (Російська Федерація)
- 2010, 28 березня — Театральна премія «Київська пектораль» у номінації «За вагомий внесок у театральне мистецтво»[8].